# Haramont
Haramont település Franciaországban, Aisne megyében. Lakosainak száma 558 fő (2022. január 1.). Haramont Largny-sur-Automne, Retheuil, Taillefontaine, Vivières, Bonneuil-en-Valois, Éméville, Morienval és Vez községekkel határos.

## Népesség
A település népességének változása:
| Lakosok száma | 359  | 441  | 518  | 598  | 586  | 583  | 580  | 574  | 568  | 558  |
|               | 1968 | 1982 | 1990 | 2006 | 2013 | 2015 | 2017 | 2019 | 2020 | 2022 |